# Presbiteri de la catedral de Sant Joan Baptista de Perpinyà
El Presbiteri de la catedral de Sant Joan Baptista de Perpinyà fou un edifici religiós de la ciutat de Perpinyà, a la comarca del Rosselló (Catalunya Nord). Annexat a la catedral de Sant Joan Baptista de Perpinyà i considerat com a patrimoni local, fou construït el 1900 i enderrocat el desembre de 2015.

## Història
Els orígens del presbiteri es remunten a les darreries del segle xix, quan el 1898 Léon Bénouville —arquitecte diocesà de Perpinyà— va presentar un primer esborrany de projecte que tenia com a finalitat substituir l'antiga rectoria, que havia quedat obsoleta i massa antiquada. La seva intenció era reorganitzar l'àrea que envoltava la catedral de Sant Joan Baptista de Perpinyà. El pla d'aquest conjunt es conserva als Arxius Nacionals de França.
Les tasques de construcció van començar l'octubre de 1899 i van finalitzar el 1900. No obstant això, les reconstruccions al voltant de la catedral no s'acabarien de completaran fins un gairebé un decenni després, l'any 1914. Per a la seva edificació es van utilitzar materials locals tals com maons i pedres de riu.
Entrat el segle xxi, l'any 2014 el govern municipal va comprar l'edifici al bisbat de Perpinyà per 80.000€. La seva condició estructural era considerada perillosa, tot presentant un risc imminent d'esfondrament malgrat estar registrat com a 5bis (Patrimoni Local a Preservar) dins el Pla Sectorial de Protecció de la ciutat de Perpinyà (Plan du Secteur Sauvegardé de la ville de Perpignan).
Finalment, fou enderrocat el 21 de desembre de 2015 —tot i l'oposició veïnal—per a construir un nou equipament amb una inversió de 3,5 milions d'euros.

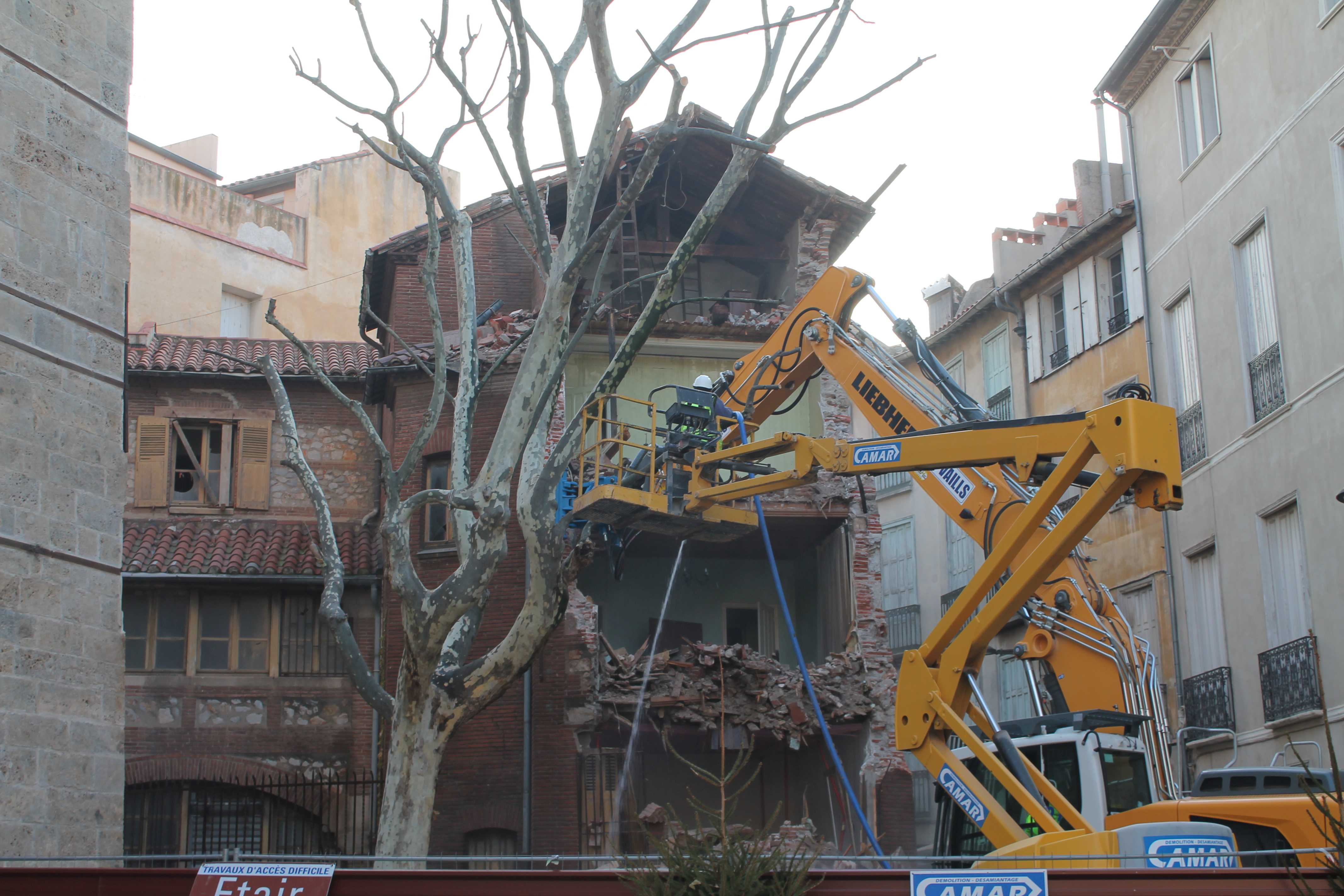
Obres de demolició del presbiteri de la catedral (2015).